# Toshiya Ishii
Toshiya Ishii (石井 俊也 Ishii Toshiya?, nacido el 19 de enero de 1978 en Shizuoka) es un exfutbolista japonés. Jugaba de centrocampista y su último club fue el Fujieda MYFC de Japón.

## Trayectoria

### Clubes
| Club            | País  | Año         |
| --------------- | ----- | ----------- |
| Urawa Reds      | Japón | 1996 - 2002 |
| Vegalta Sendai  | Japón | 2003 - 2004 |
| Kyoto Sanga FC  | Japón | 2005 - 2008 |
| Roasso Kumamoto | Japón | 2009        |
| Fujieda MYFC    | Japón | 2010 - 2013 |

## Palmarés

### Títulos nacionales
| Título    | Club               | País  | Año  |
| --------- | ------------------ | ----- | ---- |
| J2 League | Kyoto Purple Sanga | Japón | 2005 |